# Lakkienkoppa, Honnali
Lakkienkoppa là một làng thuộc tehsil Honnali, huyện Davanagere, bang Karnataka, Ấn Độ.